# Andrés Molina Enríquez
Andrés Molina Enríquez (Jilotepec, Estado de México, 30 de noviembre de 1868 - Toluca, Estado de México, 1 de agosto de 1940) fue un abogado, sociólogo y escritor mexicano de ideología positivista. Analizó el problema agrario en México, influyó a Luis Cabrera Lobato quien elaboró la Ley Agraria de 1915 expedida el 6 de enero del mismo año por el gobierno de Venustiano Carranza, y más tarde participó en la redacción del artículo 27 constitucional.

## Estudios,  juez de Corte y docencia
En 1885, estudió en la Ciudad de México y obtuvo el título de escribano público. Regresó a la ciudad de Toluca e ingresó al Instituto Científico y Literario del Estado de México, en donde cursó leyes para obtener el título de abogado. Su formación fue positivista de acuerdo al plan de estudios elaborado por Gabino Barreda y adaptado por Mariano Riva Palacio. Fue alumno de Anselmo Camacho, Santiago Zambrana, Juan B. Garza, y Felipe N. Villarello entre otros.
Ejerció su profesión como juez de Corte en Jilotepec, El Oro, Tlalnepantla y Sultepec, en esta última población publicó el periódico La Hormiga. De 1898 a 1903, fue profesor en su Alma mater, colaborando también para el Boletín del Instituto Científico y Literario del Estado de México.  En 1906 debido a su libro Juárez y la Reforma ganó el concurso que se organizó para celebrar el centenario del natalicio de Benito Juárez.

## Los grandes problemas nacionales
En 1908, impartió cátedra de etnografía en el Museo Nacional de Historia. Ese mismo año publicó su obra Los grandes problemas nacionales,  la cual incluía una fuerte crítica a la política integral de Porfirio Díaz. Abordando temas como el "secreto de la paz porfiriana", la concentración del poder, la propiedad individual, la hacienda, el feudalismo rural, las comunidades indígenas, el problema agrario, el problema de población y el problema político.
El libro de Molina Enríquez influyó en las ideas revolucionarias, poco después otros pensadores publicaron sus obras de crítica al porfirismo: ¿Hacia dónde vamos? de Querido Moheno, Cuestiones electorales de Manuel Calero, La reelección indefinida de Emilio Vázquez Gómez, El problema de la organización política de Ricardo García Granados o La sucesión presidencial en 1910 de Francisco I. Madero. Además, aparecieron muchos periódicos y se formaron varios partidos políticos.

## Plan de Texcoco
Proclamado el Plan de San Luis y con el subsecuente triunfo de la revolución maderista, Porfirio Díaz renunció a la presidencia. Francisco León de la Barra ocupó el puesto de forma interina del 25 de mayo al 6 de noviembre de 1911. Durante ese lapso, Andrés Molina Enríquez desconfió en que se resolvería el problema agrario de México, por tal motivo proclamó el 23 de agosto, el Plan de Texcoco.
Entre los puntos más importantes del mismo:
1. Se desconocía el interinato de León de la Barra.
2. Se desconocían a otros jefes políticos.
3. Se proponía a Emilio Vázquez Gómez como jefe de la Revolución.
4. Se reservaba la facultad de legislar sobre el fraccionamiento de los latifundios mayores a 2000 ha.
5. Se pedía libertad para el comercio exterior de cereales.
6. Se proponía que las rancherías se declarasen corporaciones de interés social y político de la nación.
7. Se proponía vigencia de contratos de trabajo para los campesinos con mejores salarios, contemplando pago de anticipos.[5]

Como consecuencia, Molina Enríquez fue encarcelado en la prisión de Lecumberri durante un año, pero continuó publicando en el Diario del Hogar sus ideas agrarias.

## Constitución de 1917
Fue secretario de Gobierno del Estado de México, durante la gestión del general Agustín Millán Vivero, sin ser diputado, fue invitado por la administración de Venustiano Carranza para trabajar con los miembros del Congreso Constituyente.  De esta forma, trabajó con Pastor Rouaix, José N. Macías, Francisco J. Múgica, Enrique Recio, Enrique Colunga, Luis G. Monzón, Guillermo Ordorica, y Gerzayn Ugarte entre otros, para la elaboración de la Constitución de 1917. Los esfuerzos de Molina se centraron en el problema agrario, el resultado se integró al artículo 27 constitucional, su discípulo Luis Cabrera Lobato defendió con encono el proyecto, de esta forma:
1. Se determinó expropiar los latifundios mediante indemnización, con el objetivo de crear pequeñas propiedades.
2. Se facultó a los pueblos, rancherías y comunidades para solicitar y recibir tierras por restitución y dotación.
3. Se fijaron las extensiones de la pequeña propiedad y de las parcelas.
4. Se distinguió la propiedad del suelo y el subsuelo, señalándose que el dominio de la primera podía transmitirse en propiedad privada, pero el subsuelo y sus riquezas pertenecían al dominio directo, inalienable, imprescriptible de la nación, la cual podía otorgar concesiones para su explotación.
5. Se reguló la capacidad para adquirir propiedades inmuebles, estableciéndose que solo los mexicanos tenían ese derecho, se condicionó a los extranjeros y se excluyó a la Iglesia.[6]

## Últimos años y muerte
Fue uno de los dirigentes de la Confederación Nacional Agraria, la cual se había escindido del Partido Nacional Agrarista en 1923. Junto con Gildardo Magaña, Miguel Mendoza López y Saturnino Cedillo, en dicha confederación, se continuó trabajando en el problema agrario mediante la creación de un sistema de tenencia de la tierra, que contemplaba la coexistencia de los ejidos, de la pequeña propiedad y de la hacienda.
Durante el ocaso de su vida, Molina Enríquez se dedicó a escribir La revolución agraria en México, obra de cinco volúmenes que se publicó en 1936. Vivió en la ciudad de Toluca, en donde fue magistrado del Tribunal Superior de Justicia durante el gobierno estatal del coronel Wenceslao Labra. Murió el 1 de agosto de 1940.

## Publicaciones
- Juárez y la Reforma, de 1905.
- El evangelio de una nueva reforma, de 1897.
- Los grandes problemas nacionales, de 1909.
- La propiedad agraria en México
- La cuestión del día: la agricultura nacional
- Clasificación de las ciencias fundamentales, de 1935.
- Una nueva escritura común para los indios, de 1935.
- La revolución agraria en México, de 1936.
- El agrarismo de la revolución: exégesis, crítica y reencauzamiento.